# Фриске, Жанна Владимировна
Жа́нна Влади́мировна Фри́ске (урождённая — Копыло́ва; 8 июля 1974, Москва, СССР — 15 июня 2015, Балашиха, Московская область, Россия) — российская эстрадная певица, телеведущая и киноактриса. Лауреат фестиваля «Песня года».
С 1996 по 2003 год — солист группы «Блестящие».

## Биография

### Ранние годы
Родилась 8 июля 1974 года в Москве, одна из двойни. Брат скончался вскоре после рождения из-за генетического заболевания.
Училась в средней школе № 406 московского района Перово (выпуск 1991 года). Участвовала в школьной самодеятельности. Занималась художественной гимнастикой и акробатикой, посещала балетную студию и школу бальных танцев.
После окончания школы пробовала поступить на философский факультет МГУ, но не прошла экзамены; чтобы не терять год, поступила в МосГУ на факультет культуроведения, откуда перешла на факультет журналистики, однако не окончила его. Непродолжительное время работала менеджером по продажам офисной мебели.

### Творчество и телепроекты

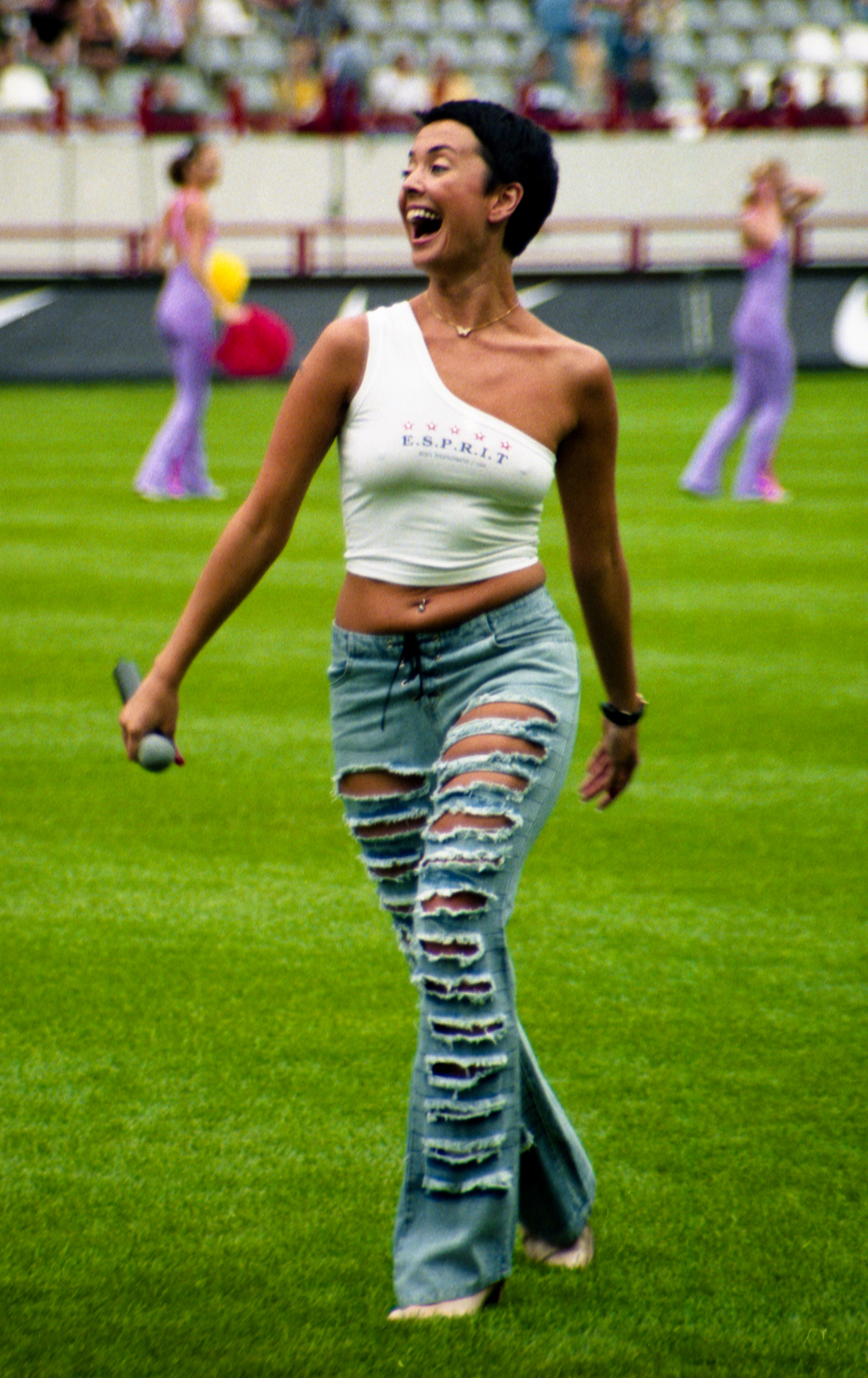
На открытии стадиона «Локомотив», 2 августа 2002 года

В 1996 году начала творческую карьеру в популярной музыкальной группе «Блестящие». На первых порах — в качестве художественного руководителя занималась постановкой танцев и созданием сценических образов, затем — вокалисткой. За время работы Фриске в группе записано 4 диска и выпущено 3 концертных программы. Партнёршей Фриске по группе была Ольга Орлова, дружба с которой связывала Фриске до конца жизни.
В 2001 году, будучи в составе «Блестящих», выпустила дебютный сольный клип на композицию «Лечу в темноту», снятый Романом Прыгуновым.
В 2003 году участвовала в реалити-шоу «Последний герой-4», в котором дошла до финала и заняла второе место, проиграв только Яне Волковой. Сразу после возвращения с острова, где проходили съёмки, Фриске заявила об уходе из группы и начале сольной карьеры. В 2004 году Фриске участвовала в пятой части реалити-шоу «Последний герой» и снова дошла до финала, где заняла второе место, на сей раз уступив победу Александру Матвееву. Также участвовала в телепроектах «Сердце Африки», «Империя», «Цирк со звёздами» и «Цирк».
В 2004 году вышел первый фильм с её участием, экранизация фантастического романа Сергея Лукьяненко «Ночной дозор», где Жанна сыграла роль ведьмы Алисы Донниковой, любовницы Завулона. Большую часть эпизодов с её участием вырезали (в частности, продолжительную любовную сцену). В продолжении фильма («Дневной дозор») персонажу Фриске была отведена значимая роль. В октябре 2004 года прошли съёмки клипа на песню «Ла-ла-ла», написанную Андреем Губиным. Режиссёром ролика выступил Роман Прыгунов, оператором — Владислав Опельянц.
В июне 2005 года был снят клип на композицию «Где-то летом». Осенью того же года вышел единственный сольный альбом «Жанна». Саунд-продюсерами альбома выступили композитор и продюсер певицы Андрей Грозный и Сергей Харута. Презентация диска состоялась 4 октября в развлекательном комплексе «Метелица».
Самую лучшую и недооценённую в своей карьере песню Фриске, по мнению критика Бориса Барабанова, записала уже после ухода из группы, в 2009 году, вместе с Таней Терёшиной — «Вестерн» на стихи Noize MC.

В октябре 2007 года прошли съёмки клипа на песню «Я была», а в июле 2008 года вышло видео на композицию «Жанна Фриске». В том же году Фриске приняла участие в проекте «Ледниковый период 2», где каталась в паре сначала с Виталием Новиковым, а затем с Максимом Марининым.
В марте 2010 года в прокат вышел фильм «О чём говорят мужчины?», где Фриске сыграла саму себя. Исполнила главную женскую роль в детективе «Кто я?».
Снималась для различных журналов, в числе которых «Maxim», «Top Beauty», «InStyle», «OK!», «allure» и «Elle». Героиня светской хроники, упоминалась в прессе как светская львица. Лицо рекламных кампаний «Orient Watch», «Rexona» (2007), мобильного оператора «МТС» (2009), йогурта «Активиа» (2012—2013).
В мае 2011 года Фриске озвучила персонажа по имени Холли Делюкс в русском дубляже мультфильма «Тачки 2». 29 сентября того же года состоялась премьера песни «Ты рядом», записанной совместно с рэпером Джиганом. В ноябре под руководством Павла Худякова прошли съёмки клипа на эту композицию, а 4 декабря в торговом комплексе «Горбушкин двор» состоялась презентация видео. В декабре Фриске совместно с итальянской певицей Ин-Грид записала песню «Падает снег».
В 2011—2012 годах Фриске была ведущей первых двух сезонов реалити-шоу «Каникулы в Мексике» на телеканале MTV, после чего её сменила Алёна Водонаева.
В июле 2012 года певица выпустила сингл «Навсегда», продюсированием которого занялся лейбл ChinKong Production. В конце сентября под руководством Павла Худякова на эту композицию был снят видеоклип.
Во время всей творческой деятельности Фриске её продюсерами являлись Андрей Грозный и Андрей Шлыков.

### Болезнь и смерть

Могила Жанны Фриске на Николо-Архангельском кладбище

Жанна Фриске узнала о своей болезни через несколько месяцев после родов. На головные боли начала жаловаться в начале июня 2013 года, вскоре после того, как родила сына Платона. Проходила лечение в США и Германии. Осенью того же года Фриске перестала появляться на публике и размещать актуальные фотографии в Instagram. 15 января 2014 года СМИ опубликовали первые сообщения о болезни. 20 января семья и близкие в заявлении на официальном сайте Фриске подтвердили, что она тяжело больна. По разъяснению отца Фриске, у неё была диагностирована глиобластома, неоперабельная опухоль головного мозга. Диагноз подтвердил онколог Михаил Давыдов. С января 2014 года она находилась на лечении в клинике Нью-Йорка Memorial Sloan Kettering Cancer Center.
Первый канал провёл сбор средств на лечение певицы. На 24 января 2014 года было собрано 66 447 800 рублей. Ещё на счёт Русфонда было перечислено 1 307 615 рублей. Сама Жанна Фриске на сайте Русфонда поблагодарила всех, кто оказал ей помощь. Остаток собранных средств должен был пойти на лечение онкобольных детей, стоящих в очереди. 30 января о помощи Фриске в своём видеообращении сообщила Шэрон Осборн. В январе 2016 года стало известно, что более 20 млн рублей, перечисленных Русфондом на лечение Фриске, были похищены.
С лета 2014 года Фриске после длительного лечения проходила реабилитацию в Юрмале, Латвия, где отметила свой 40-й день рождения. Продолжила курс лечения в Китае. В октябре певица вернулась в Москву, отказалась от инвалидного кресла и начала двигаться самостоятельно.
7 февраля 2015 года в выпуске программы «Сегодня вечером», посвящённом годовщине XXII Олимпийских игр в Сочи, по телефону прозвучало одно из последних интервью певицы, а ведущий Андрей Малахов сообщил о том, что Фриске возобновила лечение в лос-анджелесской клинике. Позднее она продолжила лечение уже в Москве, в Российском онкологическом научном центре имени Н. Н. Блохина. В ходе лечения состояние певицы постепенно ухудшалось, последние три месяца жизни она находилась в коме.
Скончалась 15 июня 2015 года в 22:07 в возрасте 40 лет в своём доме в подмосковной Балашихе после продолжительной болезни. Прощание прошло 17 июня в концертном зале Crocus City Hall. Отпевание состоялось 18 июня в Богоявленском соборе в Елохове. Похоронена на Николо-Архангельском кладбище.

#### После смерти
В 2016 году в сеть попали 8 неизвестных записей (всего 25) Фриске, которые были записаны в период с 2006 по 2013 год.
В 2016 году был создан благотворительный проект «Жанна Фриске — Я рядом» в память о певице.
В 2017 году вышел сборник песен «Жанна Фриске — Я рядом». В него вошли 23 композиции, исполненные друзьями и коллегами певицы.
В июле 2023 года, спустя 8 лет после смерти Жанны Фриске, группа «Блестящие» выпустила песню с новой версией композиции «А на море белый песок» с голосом Жанны.

## Семья
- Отец — Владимир Борисович Фриске (менял фамилию на Копылов)[74] (род. 13 июля 1952, Кострома)[75], в прошлом — артист (работал в Центральном доме работников искусств), с фамилией Фриске и национальностью немец в паспорте в СССР его не брали ни на корабль, ни в военное училище, поэтому он её сменил на фамилию жены и стал Копыловым. Увлекался музыкой, работал слесарем, водителем, позже ушёл в торговлю и занялся бизнесом в 1992 году, в Арабских Эмиратах у него гостиничный бизнес[74].
- Мать — Ольга Владимировна Фриске (дев. Копылова)[74] (род. 1 мая 1951)[76][77][78], родилась в городе Шумиха (Курганская область).
- Бабушка по отцу — Паулина Вильгельмовна Фриске (9 января 1925 — 8 июля 2012), жила в Прогрессовке[79] Николаевской области, работала на ферме дояркой, потом в местной гостинице — администратором, поваром и официанткой[74][80]. Паулина Вильгельмовна была в плену у немцев, потом 10 лет была в ссылке в Костроме, где родился отец Жанны[74].
- Прадед — Вильгельм Фриске — немец.
- У Жанны был брат-близнец, они с ним родились семимесячными, но он умер при рождении, Жанна узнала об этом уже взрослой[77].
- Дедушка по матери — Владимир Савельевич Копылов (02.08.1921; Москва — 02.03.1965; Москва) — служил в зенитно-пулемётном полку — артиллерист. Копыловы Владимир Савельевич и Зоя Григорьевна познакомились на фронте во время Великой Отечественной войны, он полковник, она — снайпер. Победу встретили супружеской парой, после войны Владимир Копылов уехал жить к жене в Шумиху Курганской области, имели 6 детей: 1 сына и 5 дочерей, одна из них — мать Жанны, уехала учиться в Москву, где и познакомилась с Владимиром Фриске[81][82].
- Бабушка по матери — Зоя Григорьевна Копылова (в девичестве Деулина) (14.12.1923; Барнаул — 20.06.1980; Москва) — алтайская казачка, служила в зенитно-пулемётном полку — снайпер[82].
- Сестра — Наталья Владимировна Фриске[2] (род. 21 апреля 1986). С 2007 по 2008 год была участницей группы «Блестящие»[83][84], мастер по бровям и ресницам[85].
- Племянница от сестры Натальи — Луна (род. 8 апреля 2022)[86].
- Двоюродные братья и сёстры живут в Одессе[87].

## Личная жизнь
Во время работы в группе «Блестящие» Фриске встречалась с продюсером группы Андреем Грозным. Вместе с уходом из группы она рассталась и с продюсером.
В 2009 году Андрей Грозный сделал ей предложение, но Фриске не согласилась, так как у него был другой роман, и женщина уже была беременна от него. Они продолжали работать вместе над песнями, концертами. В 2011 году прекратили и рабочие отношения.
В 2004—2005 годах у Фриске был роман с актёром Дмитрием Дюжевым.
Фактический муж — телеведущий Дмитрий Шепелев. Сын — Платон Шепелев (род. 7 апреля 2013). Крёстная мать Платона — певица Ольга Орлова.

## Недвижимость
У семьи Фриске был частный дом площадью 393 м² на 37 сотках в коттеджном поселке «Лужки-2» в Истринском районе, престижном пригороде Москвы в 30 километрах от МКАД по Новорижскому шоссе. Он был куплен на деньги певицы, однако при жизни, по данным её отца, она в нём ни разу не побывала. Весной 2018 года Истринский суд постановил выставить дом на торги, в марте того же года судебные приставы опечатали его. Все вырученные деньги должны быть переданы Русфонду, в связи с тем, что ранее Перовский суд Москвы предписал взыскать с наследников Фриске сумму в размере 21 633 214 рублей, собранную на её лечение. По состоянию на май 2019 года, дом был выставлен на продажу за 64 000 000 рублей, в объявлении сообщалось, что фактическая площадь дома — 550 метров при заявленной в документах 393, что «дом строили для себя, тщательно и с любовью выбирали только лучшее, с большим запасом установлены все инженерные системы лучших европейских производителей». Также Жанне принадлежала городская квартира в районе Пресни.

## Отзывы
После смерти Фриске СМИ отмечали, что она относилась к числу немногих российских исполнительниц, сумевших преодолеть эстрадную стереотипность и стать в обществе самостоятельной узнаваемой медиаперсоной. Этому способствовали не только шлягеры, музыка, яркие клипы, остроумие, индивидуальная манера держаться на сцене, но и участие в популярном реалити-шоу «Последний герой». Там Фриске первой из исполнительниц топовых женских поп-групп подпустила телекамеру на максимально близкое расстояние, позволила себе сниматься без грима и макияжа, сознательно отказавшись от всех преимуществ, которые предоставляет телевидение. Привлекательны для зрителей оказались ставшие продолжением эстрадного амплуа её актёрские роли, — прежде всего в комедии «О чём говорят мужчины?», где Фриске со смехом, «истинным великодушием и тонкой самоиронией обыграла своё сложившееся реноме роковой красавицы». Продемонстрировав пародийную версию себя — телеперсоны и властительницы мужских фантазий, Фриске, по оценке критика Бориса Барабанова, показала «именно тот градус ума и самоиронии, которого боятся мужчины в женщинах».
Во время поздней беременности, узнав о тяжёлом заболевании, рискуя своим здоровьем, приняла решение сохранить ребёнка. В ходе благотворительного марафона Первого канала и Русфонда смогла собрать около 70 млн рублей, — часть этой суммы пошла на лечение детей, а вся акция в целом привлекла внимание общества к проблемам онкологических больных. Путь в искусстве и история болезни Жанны Фриске, которую пресса назвала «символом мужества и народной героиней», стали примером достойного, общественно ценного поведения популярной творческой личности в трагических обстоятельствах преждевременного ухода из жизни.

## Дискография

### В составе группы «Блестящие»
1. 1997 — Там, только там (remixes)
2. 1998 — Просто мечты
3. 2000 — О любви
4. 2000 — Белым снегом
5. 2002 — За четыре моря
6. 2003 — Апельсиновый рай

### Сольный альбом
1. 2005 — «Жанна»

### Сборники
1. 2008 — «Блестящие» — «Одноклассники»
2. 2016 — «Блестящие» — «Best 20»
3. 2017 — «Жанна Фриске — Я рядом» (трибьют)

### Синглы

#### В составе группы «Блестящие»
1. 1999 — «Джаз и фанки»
2. 1999 — «Только ты»
3. 2000 — «Колыбельная»
4. 2000 — «Белым снегом»
5. 2001 — «Долго тебя ждала»
6. 2002 — «За четыре моря»
7. 2002 — «А я всё летала»
8. 2003 — «Апельсиновый рай»

#### Сольная карьера
1. 2001 — «Лечу в темноту»
2. 2003 — «Стеклянная любовь»
3. 2004 — «Тёмные и светлые»
4. 2004 — «Ла-ла-ла»
5. 2005 — «Ты не для меня»
6. 2005 — «Не закрывай своё сердце»
7. 2005 — «Где-то летом»
8. 2005 — «Загадаю я»
9. 2005 — «На губах кусочки льда»
10. 2005 — «Короли Ночной Вероны» (совместно с Валерием Леонтьевым)
11. 2006 — «Мама Мария»
12. 2006 — «Старый замок»
13. 2006 — «Малинки» (совместно с группой «Дискотека Авария»)
14. 2006 — «Слаще шоколада» (совместно с Алексеем Гоманом)
15. 2006 — «Аквамарин»
16. 2007 — «Я была»
17. 2008 — «Жанна Фриске»
18. 2009 — «Американец»
19. 2009 — «Портофино»
20. 2009 — «Вестерн» (совместно с Таней Терёшиной)
21. 2009 — «А на море белый песок»
22. 2010 — «Дождь»
23. 2011 — «Пилот»
24. 2011 — «Ты рядом» (совместно с Джиганом)
25. 2011 — «Падает снег» (совместно с In-Grid)
26. 2012 — «Навсегда!»
27. 2012 — «Тихо падает снег» (совместно с Дмитрием Маликовым)
28. 2012 — «Олимпийский огонь»
29. 2013 — «Плачь и умоляй»
30. 2015 — «Танго»
31. 2017 — «Шоколад»
32. 2019— «Ты не придёшь (Live)»
33. 2024 — «Из Москвы в Лондон»
34. 2024 — «Конфета»

Неизданные:
1. 2016 — «Люблю или ненавижу»
2. 2016 — «Море»
3. 2016 — «Я твоя»

Трибьют:
1. 2023 — «А на море белый песок» (совместно с группой Блестящие). Новая версия песни 2009 г.

## Фильмография
| Год  |   | Название                              | Роль                         |
| ---- | - | ------------------------------------- | ---------------------------- |
| 2004 | с | Ландыш серебристый 2                  | эпизод (в титрах не указана) |
| 2004 | ф | Ночной Дозор                          | Алиса Донникова, ведьма      |
| 2005 | ф | Дневной Дозор                         | Алиса Донникова, ведьма      |
| 2006 | ф | Первый Скорый                         | камео                        |
| 2007 | ф | Первый дома                           | Жанна                        |
| 2008 | ф | Новогодняя ночь на Первом канале      | агент мафии                  |
| 2008 | ф | Красота требует…                      | камео                        |
| 2009 | ф | Карнавальная ночь с Максимом Авериным | балерина из шкатулки         |
| 2010 | ф | Новый год по-нашему!                  | Мэрилин Монро                |
| 2010 | ф | Кто я?                                | Анна Левина, актриса         |
| 2010 | ф | Новогодние сваты                      | камео                        |
| 2010 | ф | О чём говорят мужчины?                | камео                        |
| 2010 | ф | Точка Док. Десять последних дней      | Имя персонажа не указано     |
| 2013 | ф | Одноклассники.ru: НаCLICKай удачу     | Елена Виленовна              |

### Озвучивание мультфильмов
| Год  |    | Название             | Роль         |
| ---- | -- | -------------------- | ------------ |
| 2008 | мф | Нико: Путь к звёздам | ласка Вильма |
| 2011 | мф | Тачки 2              | Холли Делюкс |
| 2014 | мф | Попугай Club         | белая ворона |

### Документальные фильмы
- «Жанна Фриске. Последние 24 часа» (документальный телефильм Сергея Васильева и Екатерины Домниной из цикла «Новые русские сенсации», Россия, 2015; при создании фильма использовались архивные съёмки).
- «Жанна» (документальный телефильм, Россия, 2015; при создании фильма использовались архивные съёмки).
- «Последний день: Жанна Фриске» (документальный телефильм производства телеканала Звезда, Россия, 2016).
- «Жанна Фриске. Останусь» (документальный телефильм производства телеканала РЕН ТВ, Россия, 2015; при создании фильма использовались архивные съёмки).
- «Жанна Фриске. Прощание» (документальный телефильм производства телеканала ТВ Центр, Россия, 2018).
- «Самая блестящая: Жанне Фриске - 50» (документальный телефильм производства телеканала Муз-ТВ, Россия, 2024).
- «Жанна Фриске. Улыбка на память» (документальный телефильм производства Первого канала, Россия, 2024).

### Телевидение
- Форт Боярд
- Последний герой
- Цирк со звёздами
- Большие гонки
- Ледниковый период
- Каникулы в Мексике
- Империя
- Розыгрыш

## Видеоклипы

### В составе группы «Блестящие»
| Месяц    | Год  | Клип                                     | Режиссёр           | Состав                                 |
| -------- | ---- | ---------------------------------------- | ------------------ | -------------------------------------- |
| Май      | 1997 | «Цветы»                                  | Роман Прыгунов     | Фриске, Орлова, Иодис, Лукьянова       |
| Сентябрь | 1997 | «Облака»                                 | Роман Прыгунов     | Фриске, Орлова, Иодис, Лукьянова       |
| Август   | 1998 | «Ча-ча-ча»                               |                    | Фриске, Орлова, Иодис, Лукьянова       |
| Ноябрь   | 1998 | «Где же ты, где»                         | Роман Прыгунов     | Фриске, Орлова, Иодис, Лукьянова       |
| Декабрь  | 1998 | «Новый год»                              | Филипп Янковский   | Фриске, Орлова, Лукьянова              |
| Апрель   | 1999 | «За осенью придёт зима»                  | Владислав Опельянц | Фриске, Орлова, Лукьянова, Новикова    |
| Ноябрь   | 1999 | «Чао, бамбина»                           | Филипп Янковский   | Фриске, Орлова, Лукьянова, Новикова    |
| Январь   | 2000 | «Чао, бамбина!» (Дискотека Авария Remix) | Филипп Янковский   | Фриске, Орлова, Лукьянова, Новикова    |
| Ноябрь   | 2000 | «Белым снегом»                           | Сергей Кальварский | Фриске, Орлова, Лукьянова, Новикова    |
| Декабрь  | 2000 | «Белым снегом (Remix)»                   | Сергей Кальварский | Фриске, Лукьянова, Новикова            |
| Март     | 2001 | «Долго тебя ждала»                       | Владислав Опельянц | Фриске, Лукьянова, Новикова            |
| Октябрь  | 2001 | «Ау-ау»                                  | Роман Прыгунов     | Фриске, Лукьянова, Новикова, Ковальчук |
| Июнь     | 2002 | «За четыре моря…»                        | Андрей Грозный     | Фриске, Лукьянова, Новикова, Ковальчук |
| Июль     | 2002 | «За четыре моря…» (Remix)                | Андрей Грозный     | Фриске, Лукьянова, Новикова, Ковальчук |
| Октябрь  | 2002 | «А я всё летала»                         | Андрей Грозный     | Фриске, Лукьянова, Новикова, Ковальчук |
| Июнь     | 2003 | «Апельсиновая песня»                     | Андрей Грозный     | Фриске, Новикова, Ковальчук, Семенович |

### В клипах других исполнителей
| Год  | Клип                 | Исполнитель                   |
| ---- | -------------------- | ----------------------------- |
| 1991 | «Босоногая девчонка» | «Сладкий сон» и Сергей Васюта |
| 2000 | «Килиманджаро»       | Филипп Киркоров               |
| 2005 | «Останусь»           | «Город 312»                   |
| 2006 | «В клубе»            | Тимати & DJ Dlee              |
| 2015 | «Красива сильно»     | Markus Riva & Arthur Dennys   |
| 2016 | «Мой путь»           | Юлия Савичева                 |
| 2016 | «Прощай, мой друг»   | Ольга Орлова                  |

### Сольная карьера
| Год  | Клип                               | Режиссёр                      | Альбом      |
| ---- | ---------------------------------- | ----------------------------- | ----------- |
| 2001 | «Лечу в темноту»                   | Роман Прыгунов                | Жанна       |
| 2004 | «Ла-ла-ла»                         | Роман Прыгунов                | Жанна       |
| 2005 | «Где-то летом»                     | Роман Прыгунов                | Жанна       |
| 2006 | «Старый замок»                     | Андрей Грозный, Андрей Шлыков | без альбома |
| 2006 | «Малинки» (feat. Дискотека Авария) | Хиндрек Маасик                | без альбома |
| 2007 | «Я была»                           | Марат Адельшин                | без альбома |
| 2008 | «Жанна Фриске»                     | Алан Бадоев                   | без альбома |
| 2009 | «Портофино»                        | Алан Бадоев                   | без альбома |
| 2009 | «Вестерн» (feat. Таня Терешина)    | Хиндрек Маасик                | без альбома |
| 2009 | «А на море белый песок»            | Павел Худяков                 | без альбома |
| 2011 | «Пилот»                            | Хиндрек Маасик                | без альбома |
| 2011 | «Ты рядом» (feat. Джиган)          | Павел Худяков                 | без альбома |
| 2013 | «Навсегда!»                        | Павел Худяков                 | без альбома |

## Чарты
| Год  | Название                                   | Чарты                               | Чарты                              | Чарты                                       | Чарты                               | Чарты                             | Чарты                           | Чарты                               | Альбом |
| Год  | Название                                   | Россия и СНГ (TopHit Общий Топ-100) | Россия (TopHit Московский Топ-100) | Россия (TopHit Санкт-Петербургский Топ-100) | Украина (TopHit Украинский Топ-100) | Украина (TopHit Киевский Топ-100) | Радиочарт по заявкам TopHit 100 | Россия и СНГ (TopHit Общий годовой) | Альбом |
| ---- | ------------------------------------------ | ----------------------------------- | ---------------------------------- | ------------------------------------------- | ----------------------------------- | --------------------------------- | ------------------------------- | ----------------------------------- | ------ |
| 2004 | «Ла-ла-ла»                                 | 3                                   | 4                                  | -                                           | 180                                 | 292                               | 178                             | 19                                  | Жанна  |
| 2005 | «Где-то летом»                             | 2                                   | 6                                  | -                                           | 188                                 | 300                               | 145                             | 22                                  | Жанна  |
| 2005 | «На губах кусочки льда»                    | 27                                  | 62                                 | -                                           | -                                   | -                                 | 16                              | -                                   | Жанна  |
| 2006 | «Мама Мария»                               | 9                                   | 6                                  | -                                           | -                                   | 772                               | 12                              | 46                                  | Жанна  |
| 2007 | «Я была»                                   | 11                                  | 17                                 | -                                           | 114                                 | 356                               | 5                               | 50                                  | TBA    |
| 2008 | «Жанна Фриске»                             | 24                                  | 31                                 | 65                                          | -                                   | 142                               | 29                              | 135                                 | TBA    |
| 2009 | «Портофино»                                | 33                                  | 39                                 | 54                                          | 378                                 | 126                               | 15                              | 157                                 | TBA    |
| 2009 | «А на море белый песок»                    | 11                                  | 12                                 | 26                                          | 203                                 | 4                                 | 5                               | 31                                  | TBA    |
| 2010 | «Дождь»                                    | 100                                 | -                                  | -                                           | 70                                  | 117                               | 31                              | -                                   | TBA    |
| 2011 | «Пилот»                                    | 21                                  | 20                                 | 40                                          | 12                                  | 35                                | 12                              | 88                                  | TBA    |
| 2011 | «Ты рядом» (feat. Джиган)                  | 71                                  | -                                  | -                                           | 27                                  | 37                                | 10                              | -                                   | TBA    |
| 2011 | «Падает снег» (feat. In-Grid)              | 136                                 | -                                  | -                                           | 391                                 | -                                 | 50                              | -                                   | TBA    |
| 2012 | «Навсегда! (ChinKong Production Mix)»      | 103                                 | 150                                | -                                           | 72                                  | 131                               | 8                               | -                                   | TBA    |
| 2012 | «Тихо падает снег» (feat. Дмитрий Маликов) | 76                                  | 94                                 | -                                           | 68                                  | 104                               | 24                              | -                                   | TBA    |

## Награды
Золотой граммофон
1. 2007 — за песню «Малинки», в дуэте с «Дискотекой Авария».
2. 2010 — за песню «А на море белый песок»[106].

Премия Муз-ТВ
1. 2007 — победа в трёх номинациях: «Лучшая исполнительница», а также «Лучшее видео» и «Лучший дуэт» с «Дискотекой Авария» за песню «Малинки»[107].
2. 2024 — награда в номинации «Легенда российской популярной музыки» (посмертно).

Песня года
1. 2005 — лауреат с песней «Где-то летом».
2. 2006 — лауреат с песней «Мама-Мария».
3. 2009 — лауреат с песней «А на море белый песок».

MTV Russia Movie Awards
1. 2006 — награда в номинации «Лучшая женская роль» за роль Алисы Донниковой в кинофильме «Дневной дозор»[108].

Fashion People Awards
1. 2012 — награда как «Фэшн-ведущий» за роль ведущей в телепроекте «Каникулы в Мексике»[109].

Glamour Awards
1. 2006 — признана «Певицей года» журналом Glamour, во время вручения премии «Женщина года»[110].
2. 2009 — признана «Певицей года» по версии журнала Glamour[111].

Звуковая дорожка
1. 2006 — победа в номинации «Самая сексуальная певица»[112].

## Память
- 26 декабря 2016 года на могиле певицы установили памятник со скульптурой[113].
- В 2017 году гражданский муж певицы Дмитрий Шепелев выпустил книгу «Жанна», посвящённую Жанне Фриске и её борьбе с болезнью.
- 15 июня 2022 года появилась информация, что в Москве планируется установка памятника Жанне Фриске[114].
- 14 июня 2024 года на 19-й национальной телевизионной премии в области популярной музыки МУЗ-ТВ 2024 почтили память Жанне Фриске, исполнив её песню (Блестящие, Анна Семенович, Юлия Ковальчук, Наталья Фриске) «А на море белый песок», а также вручили тарелку её отцу Владимиру Фриске.